# Ezeiza-Nunatak
Der Ezeiza-Nunatak (spanisch Nunatak Ezeiza) ist ein Nunatak im westantarktischen Queen Elizabeth Land. In der Forrestal Range der Pensacola Mountains ragt er isoliert nordöstlich des Support-Force-Gletschers auf.
Argentinische Wissenschaftler benannten ihn. Namensgeber ist vermutlich die argentinische Stadt Ezeiza.